# 边缘分布
边缘分布（Marginal Distribution）指在概率论和统计学的多维随机变量中，只包含其中部分变量的概率分布。

## 定义
假设有一个和两个变量相关的概率分布：
{\displaystyle P(x,y)}
关于其中一个特定变量的边缘分布则为给定其他变量的条件概率分布：
{\displaystyle P(x)=\sum _{y}P(x,y)=\sum _{y}{P(x|y)P(y)}}
在这个边缘分布中，我们得到只关于一个变量的概率分布，而不再考虑另一变量的影响，实际上进行了降维操作。在实际应用中，例如人工神经网络的神经元互相关联，在计算它们各自的参数的时候，就会使用边缘分布计算得到某一特定神经元（变量）的值。